# Scalisetosus communis
Scalisetosus communis är en ringmaskart som först beskrevs av Delle Chiaje 1851.  Scalisetosus communis ingår i släktet Scalisetosus och familjen Polynoidae. Inga underarter finns listade i Catalogue of Life.